# Richard Steidle (Architekt)

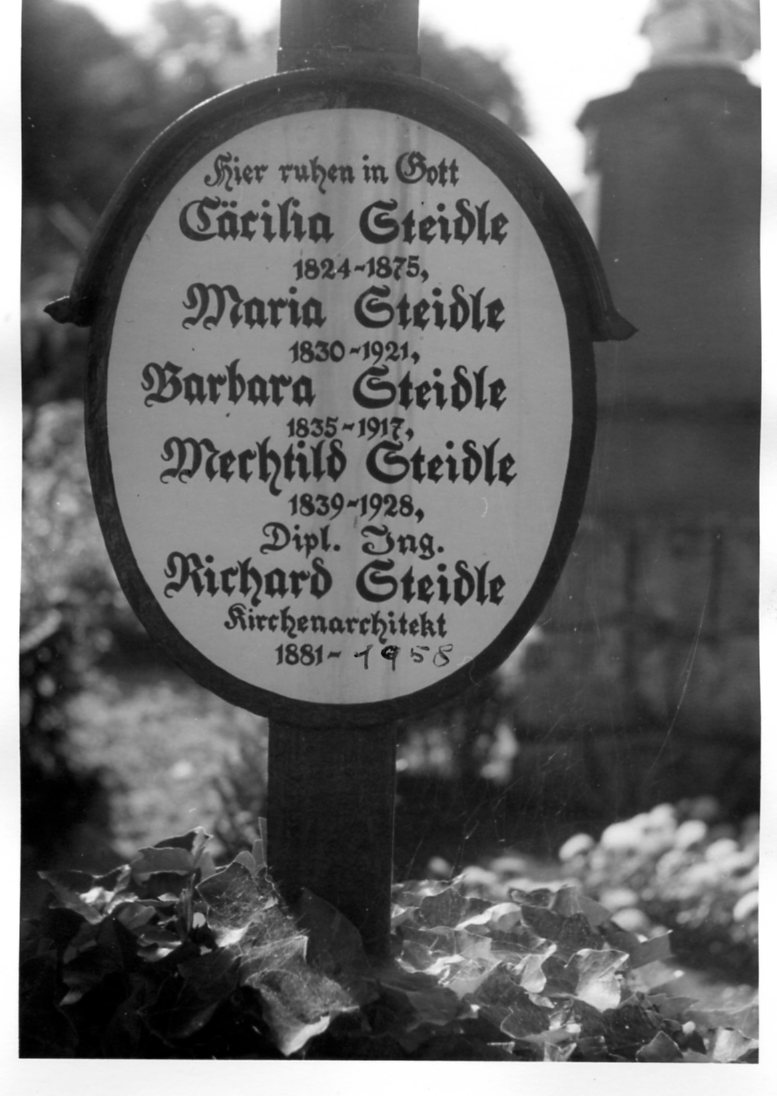
Grab in Dießen am Ammersee

Richard Steidle (* 6. Oktober 1881 in Illertissen; † 9. September 1958 in Dießen am Ammersee) war ein deutscher Architekt.
Steidle studierte an der Technischen Hochschule München und schloss das Studium mit dem akademischen Grad eines Diplom-Ingenieurs (Dipl.-Ing.) ab. Er war später selbständig in München tätig und Mitglied im Bund Deutscher Architekten (BDA).

## Werk
Steidle baute nach dem Ersten Weltkrieg vor allem Kirchen und Kapellen in München und Bayern. Bis etwa 1930 war sein Stil von Neobarock und Neoklassizismus geprägt. Mit Planung und Bau der Pfarrkirche Heilige Familie in München-Harlaching (1931) schuf Steidle seine erste moderne Kirche, zugleich eine der frühesten modernen Kirchen Münchens. Ihre Architektur hat eine Nähe zum Neuen Bauen der 1920er Jahre. Steidle beteiligte sich auch an mehreren nationalen und internationalen Architektenwettbewerben. In nicht genauer geklärtem Umfang arbeitete er mit dem Münchner Architekten August Simbeck zusammen.
Bauten
- um 1910: Wohnhaus Pienzenauerstraße 52 in München-Bogenhausen[2]
- 1913: Krankenhaus in Porto Alegre (Brasilien),
- 1919: Katholische Friedhofskapelle in Simmerberg bei Weiler im Allgäu, Alte Salzstraße 14[3][4][5]
- 1920: Umbau und Restaurierung der katholischen Kirche Mariä Himmelfahrt in Frauenzell bei Altusried (Oberallgäu), insbesondere Umgestaltung der Westfassade und Anbau des Vorzeichens[6]
- 1922: Villa Mauerkircherstraße 54 in München-Bogenhausen (heute im Besitz der Stadt München; unter Denkmalschutz)[7][8]
- 1923: Mariensäule (als Gefallenen-Ehrenmal) auf dem Marktplatz in Grafing (zusammen mit dem Bildhauer Franz Hoser)[9][2]
- 1924: Projektplan für den Erweiterungsbau von St. Sylvester (München). Die Kirche wurde dann aber 1925–1926 nach den Plänen von Hermann Buchert erweitert und umgebaut.
- 1925: Katholische Pfarrkirche St. Franziskus in München-Untergiesing, Hans-Mielich-Straße 14[10][11][12][13][14][15]
- 1926: Villa Plinganserstraße 142 in München-Sendling[16]
- 1927: Neubau der katholischen Pfarrkirche St. Achaz in München-Mittersendling, Fallstraße 7[17][18][15][19]
- 1927: Wohngebäude Georgenstraße 55 in München-Maxvorstadt (Neobarock)
- 1927: Wohngebäude Hans-Mielich-Straße 16 in München-Untergiesing (Neobarock)
- 1927: Erweiterung des Langhauses der katholischen Pfarrkirche St. Nikolaus in Herrsching am Ammersee[20]
- 1928: Katholische Pfarrkirche St. Joseph in Tutzing (gemeinsam mit August Simbeck)[18][21][22]
- 1929: Katholische Pfarrkirche Allerseelen in München, Ungererstraße 131 (seit 1995 Griechisch-Orthodoxe Allerheiligenkirche)[23][24][25][26]
- 1929: Wohnhaus Wunderhornstraße 9 in München-Harlaching (heute als Kindergarten genutzt)
- 1930: Katholische Pfarrkirche St. Josef mit Pfarrhaus in Rodalben[27]
- 1931: Katholische Pfarrkirche Heilige Familie in München-Harlaching[28]
- 1934: Katholische Pfarrkirche St. Michael in Schwabhausen, Kirchenstraße 9[29]
- 1935: Katholische Pfarrkirche St. Franz Xaver in München-Trudering (1966 abgerissen und durch Neubau der Architekten Georg Berlinger und Georg Heigl ersetzt)[30]
- 1936: Pfarrhaus zur Kirche St. Korbinian in München-Sendling, Valleystraße 24[31]
- 1936: Katholische Rosenkranzkirche in Fürstätt bei Rosenheim[32][33][34]
- 1937: Wannenkapelle in Meßhofen bei Roggenburg[35]
- 1938: Katholische Pfarrkirche Heilige Familie in der Kastenau in Rosenheim[34][36][37]
- 1946: Wallfahrtskapelle Nüchternbrunn am Taubenberg in der Gemeinde Warngau bei Miesbach
- 1950: Katholische Pfarrkirche Zur Heiligen Familie in Thansau[38]

Wettbewerbsentwürfe
- 1913: Krankenhaus in Porto Alegre (Brasilien), 1. Preis
- 1925?: Herz-Jesu-Kirche in Ludwigshafen am Rhein, prämiert
- 1925: Kirche mit Pfarrhaus, Saalbau und Altenheim in Völklingen (Saar) (gemeinsam mit August Simbeck), prämiert
- 1927: Heilig-Kreuz-Kirche in Frankfurt-Bornheim (stattdessen ausgeführt nach Entwurf von Martin Weber)
- 1930: Kathedrale in Belgrad, 3. Preis

sowie undatiert:
- Pfarrhaus, Glockenturm und Schule zur Prämonstratenser-Kirche in Amberg, prämiert
- Sühnekirche mit Kloster in Dachau, prämiert
- Kirche und Altenheim in Erlangen, 1. Preis
- Kirche Zur Heiligen Familie in München, 1. Preis
- Kirche St. Martin in Nürnberg, prämiert[39]
- Kirche mit Jugendsaal und Pfarrhaus in Pöcking, 1. Preis
- Kirche mit Jugendsaal und Pfarrhaus in Pullach im Isartal, 1. Preis
- Kirche in Schleißheim, prämiert

Schriften
- (mit Stephan Zusch): Grabmalkunst. In: Die christliche Kunst. 14. Jahrgang 1917/1918, Heft 9/10 (Juni/Juli 1918).